# Marble Quarrying in Tennessee
Marble Quarrying in Tennessee è un cortometraggio muto del 1910. Il nome del regista non viene riportato nei credit del film.

## Trama
Le cave di marmo del Tennessee sono famose in tutto il paese e conosciute anche nel mondo.

## Produzione
Il film fu prodotto dalla Lubin Manufacturing Company.

## Distribuzione
Distribuito dalla Lubin Manufacturing Company, il film - un breve documentario di 134 metri - uscì nelle sale cinematografiche statunitensi il 27 gennaio 1910. Nelle proiezioni, veniva programmato con il sistema dello split reel, accorpato in un'unica bobina con un altro cortometraggio prodotto dalla Lubin, la commedia The Flirto-Maniac.